# 9th Empyrean
9th Empyrean è il secondo album in studio della band black metal taiwanese ChthoniC, pubblicato nel 2000.  L'album era originariamente disponibile solo a Taiwan, fino a quando non è stato ripubblicato da Nightfall Records in formato inglese nel 2002. Entrambe le versioni dell'album sono ormai fuori stampa e sono difficili da trovare.
È l'unico album dei ChthoniC a presentare due copertine di album diverse (sebbene simili) alla sua uscita iniziale.

## Tracce

### Versione cinese (2000)
1. 海息 慢板 – 2:45
2. 第一節 序 – 1:39
3. 第二節 幽游冥河 – 6:58
4. 第三節 支那之喚 – 6:02
5. 第四節 匯神 – 1:43
6. 第五節 侵 – 7:46
7. 第六節 玄蒼 – 2:10
8. 第七節 永固邦稷 – 9:15

### Versione inglese (2002)
1. Breath the Ocean – 2:45
2. Mother Isle Disintegrated. Aboriginal Gods Enthroned (Chapter 2) – 1:39
3. Floated Unconsciously In the Acheron – 6:58
4. Summon of China – 6:02
5. Gods Souls Gathered – 1:43
6. Invasion – 7:46
7. Upon the Empyrean – 2:10
8. Guard the Isle Eternally – 9:06

## Formazione
- Freddy Lim - voce solista, erhu
- Jesse Liu - chitarra, cori
- Doris Yeh - basso, cori
- Ambrosia - tastiere
- A-Jay - batteria